# روجيريو كوريا (لاعب كرة قدم)
روجيريو كوريا (بالبرتغالية: Rogério de Albuquerque Corrêa) هو لاعب كرة قدم برازيلي، ولد في 27 مارس 1981 في ريو دي جانيرو في البرازيل. لعب مع نادي فلامنغو.

## وصلات خارجية
- الموقع الرسمي